# 헤비 메탈 (영화)
《헤비 메탈》(영어: Heavy Metal)은 캐나다와 미국에서 제작된 제럴드 포터턴 감독의 1981년 성인 애니메이션 SF 판타지 모험 앤솔러지 영화이다. 로저 범퍼스 등이 출연하였고, 아이번 라이트먼 등이 제작에 참여하였다.
2000년에 후속작 《헤비 메탈 2》가 개봉하였다.

## 출연진
- 퍼시 로드리게스
- 돈 프랭크스
- 하비 앳킨
- 존 캔디
- 매릴린 라이트스톤
- 수전 로먼
- 리처드 로마너스
- 앨 왁스먼
- 재키 버로스
- 마르탱 라부트
- 오거스트 셸런버그
- 로저 범퍼스
- 조 플래어티
- 더글러스 케니
- 유진 레비
- 존 버넌
- 조지 툴리아토스
- 잴 야노프스키
- 앨리스 플레이튼
- 해럴드 레이미스
- 패티 드워킨
- 워런 먼슨
- 렌 돈체프
- 조지프 골런드
- 메이버 무어
- 세드릭 스미스
- 블라스타 브라나

## 기타 제작진
- 협력 제작: 마이클 그로스, 로런스 네시스
- 미술: 마이클 그로스, 앨릭스 태벌레리스

## 음악

### 사운드트랙
| 전문가 평가 | 전문가 평가 |
| 평가 점수   | 평가 점수   |
| 출처        | 점수        |
| ----------- | ----------- |
| 올뮤직      | [ 1 ]       |

| #   | 제목                                      | 음악가               | 재생 시간 |
| --- | ----------------------------------------- | -------------------- | --------- |
| 1.  | 〈Heavy Metal〉 (Original Version)        | 새미 헤이가          | 3:50      |
| 2.  | 〈Heartbeat〉                             | 리그스               | 4:20      |
| 3.  | 〈Working in the Coal Mine〉              | 디보                 | 2:48      |
| 4.  | 〈Veteran of the Psychic Wars〉           | 블루 오이스터 컬트   | 4:48      |
| 5.  | 〈Reach Out〉                             | 치프 트릭            | 3:35      |
| 6.  | 〈Heavy Metal (Takin' a Ride)〉           | 돈 펠더              | 5:00      |
| 7.  | 〈True Companion〉                        | 도널드 페이건        | 5:02      |
| 8.  | 〈Crazy (A Suitable Case for Treatment)〉 | 내저러스             | 3:24      |
| 9.  | 〈Radar Rider〉                           | 리그스               | 2:40      |
| 10. | 〈Open Arms〉                             | 저니                 | 3:20      |
| 11. | 〈Queen Bee〉                             | 그랜드 펑크 레일로드 | 3:11      |
| 12. | 〈I Must Be Dreamin'〉                    | 치프 트릭            | 5:37      |
| 13. | 〈The Mob Rules〉 (alternate version)     | 블랙 사바스          | 3:16      |
| 14. | 〈All of You〉                            | 돈 펠더              | 4:18      |
| 15. | 〈Prefabricated〉                         | 트뢰스트             | 2:59      |
| 16. | 〈Blue Lamp〉                             | 스티비 닉스          | 3:48      |